# Hyundai Kona
De Hyundai Kona is een compacte crossover in het B-segment van het Koreaanse merk Hyundai. Het model werd onthuld op 13 juni 2017 en voor het eerst live getoond op de IAA in 2017. In augustus 2017 werden de eerste exemplaren in Europa geleverd. De Kona was tot de komst van de Bayon in 2021 de kleinste crossover van Hyundai. Het model is tussen de Bayon en de Tucson in gepositioneerd. De Kona deelt componenten met de Kia Stonic maar staat op een uniek platform, waardoor vierwielaandrijving mogelijk is. De Kona is beschikbaar met drie verschillende motorvarianten: benzine, hybride en elektrisch.

## Naamgeving
De Hyundai Kona is vernoemd naar een district op Hawaï. Dit vanwege de strategie om elke crossover en SUV van Hyundai te vernoemen naar een stad of gebied, meestal in de Verenigde Staten. De Kona wordt anders genoemd in Portugal en China. In Portugal is gekozen voor de naam Hyundai Kauai, ook naar een plaats op Hawaï. Kona leek te veel op cona in het Portugees, wat een scheldwoord is en Portugees voor het vrouwelijke geslachtsdeel. In China heet de Kona Hyundai Encino. De reden voor deze specifieke naamswijziging is niet bekend.

## Eerste generatie (2017)

#### Design
De Hyundai Kona is ontworpen door Belgische autodesigner Luc Donckerwolke. Het speerpunt van de Kona was "progressief design" en werd gericht op het reflecteren van een moderne levensstijl. De Kona is uniek ontworpen en deelt weinig designelementen met andere modellen. Vooral de tweedelige koplampen en achterlichten vallen op. De Kona kon besteld worden met een contrasterend dak in bijvoorbeeld zwart of wit. Ook werd de Kona beschikbaar met lakkleuren die niet beschikbaar waren voor andere modellen van Hyundai, zoals Lime Twist, Surf Blue en Teal Isle. De Kona is ontworpen met een aantal aerodynamische designdetails, om op de latere elektrische versie extra rijbereik op te leveren.

#### Facelift
In 2020 ontving de Kona een facelift. Het design werd opgefrist om meer in lijn te komen met andere modellen van Hyundai, terwijl de meest opvallende details bleven. Er wordt vanaf deze facelift gebruik gemaakt van LED-verlichting in de dagrijverlichting en richtingaanwijzers. De Kona kwam na de facelift ook beschikbaar als N-Line, het sportieve label van Hyundai. De motorisering blijft hetzelfde, maar het design heeft meer gelijkenissen met de extra sportieve Kona N.

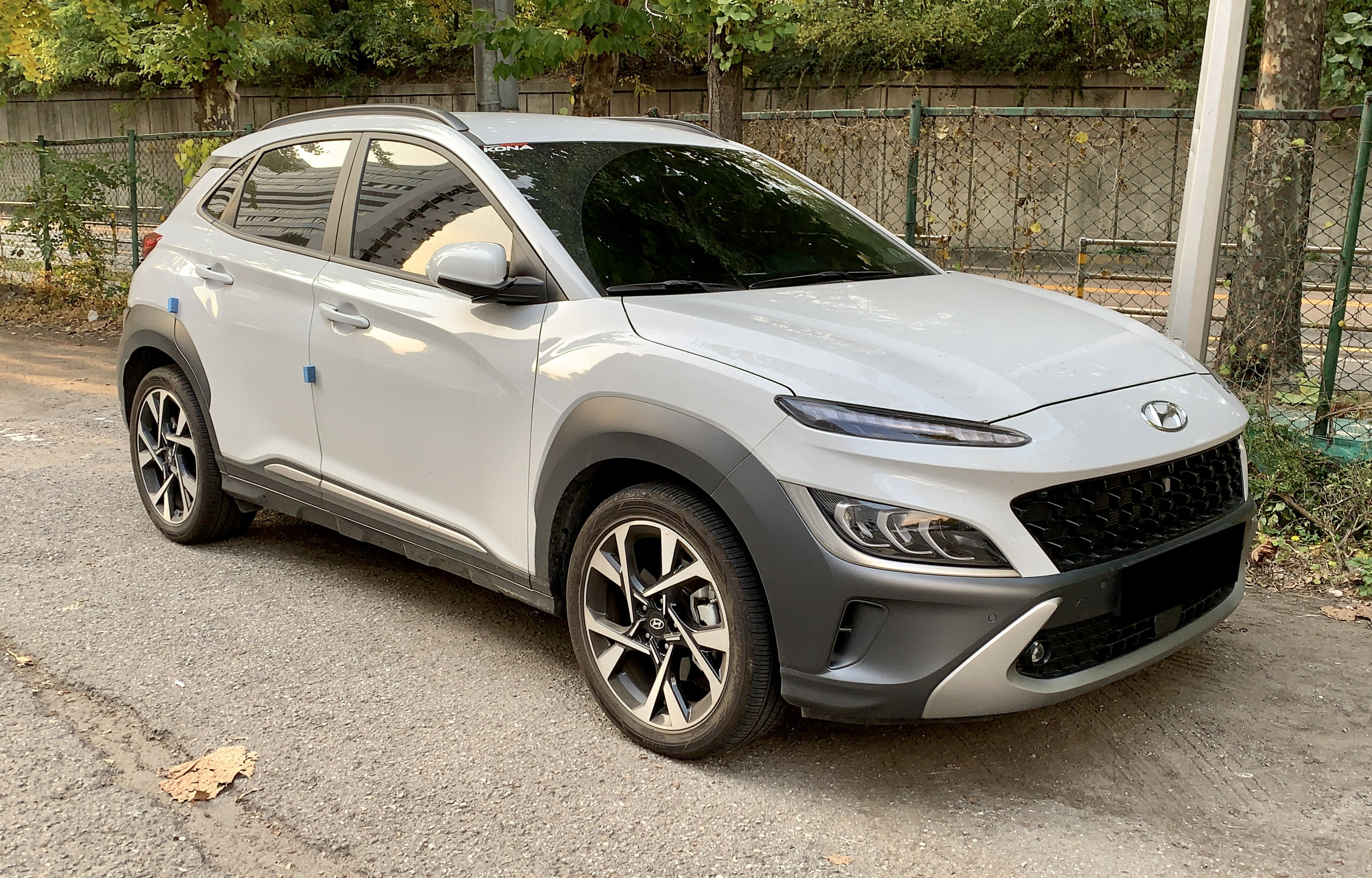
Hyundai Kona na de facelift (2020)

### Motoren en varianten

#### Benzine
Tijdens het debuut in 2017 kwam de Kona in Nederland beschikbaar met twee motoren. De instapmotor is een 1.0 liter grote driecilinder T-GDi (Turbo Gasoline Direct Injection) met 120 pk. Deze is enkel voorwielaangedreven. Daarboven zat een 1.6 liter grote T-GDi viercilinder met 177 pk, optioneel beschikbaar met vierwielaandrijving. Deze motor verviel tijdens de facelift in 2020. Tijdens die facelift werd de 1.0 T-GDi bijgestaan door een 48V Mild Hybrid-systeem. Het aantal pk bleef gelijk op 120 stuks.

#### Hybrid
In 2019 presenteerde Hyundai de Kona Hybrid. Deze heeft een 1.6 GDi-viercilinder brandstofmotor (zonder turbo) gekoppeld aan een 43 pk sterke elektromotor en een 1,56 kWh grote accu. Dat levert een totaalplaatje van 141 pk op. Deze aandrijflijn wordt grotendeels gedeeld met de Niro van zustermerk Kia, maar de Kona wordt in tegenstelling tot de Niro niet als plug-inhybride (PHEV) geleverd. Ook de Kona Hybrid ontving in 2020 een facelift, maar de aandrijflijn veranderde niet.

#### Electric
Het unieke platform van de Hyundai Kona was ontworpen met een elektrische versie in het achterhoofd. De Hyundai Kona Electric werd onthuld in 2018. De elektrische Kona is herkenbaar aan een dichte grille die meegespoten is met de lakkleur van de auto. Ook de laadklep zit in dit voorpaneel verwerkt. De Hyundai Kona Electric levert 150 kW (204 pk) en kreeg in eerste instantie een 64 kWh groot accupakket, eveneens gedeeld met de Kia e-Niro. Het was de bedoeling dat de Kona Electric een rijbereik van 482 kilometer kreeg, maar dit werd eind 2018 bijgesteld naar 449 kilometer gemeten volgens de WLTP-meting. Om de Kona Electric goedkoper en bereikbaarder te maken, werd in 2019 een versie aangekondigd met een 39 kWh groot accupakket. Deze levert 100 kW (136 pk) en heeft een rijbereik van 289 km volgens de WLTP-meting. De Hyundai Kona was één van de meest voordelige elektrische auto's in Nederland in 2019, waardoor Hyundai maar nauwelijks aan de vraag kon voldoen. De oplossing werd gevonden door in begin 2020 de productie van de Kona Electric te verdelen over de fabrieken in Ulsan en het Tsjechische Nošovice.

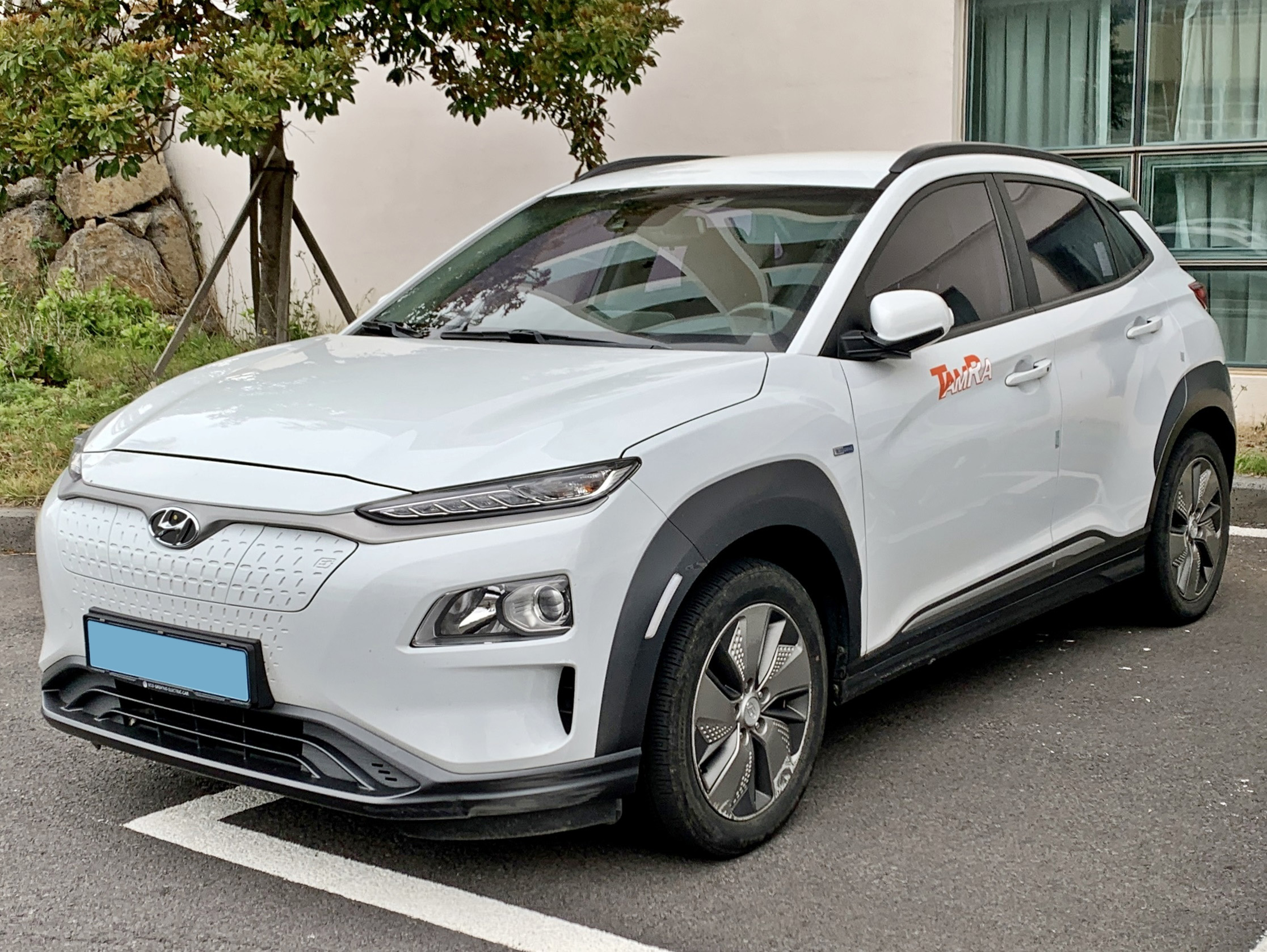
Hyundai Kona Electric (2018-2020)

Ook de Kona Electric kreeg in 2020 een facelift, waarmee het rijbereik van de 39 kWh-versie steeg naar 305 kilometer en die van de 64 kWh-versie naar 484 kilometer. De Kona Electric wordt onder de in 2021 gepresenteerde Hyundai Ioniq 5 geplaatst.

#### Kona N Performance
In 2021 werd de Hyundai Kona N gepresenteerd. Dit is het derde model van N, het sportlabel van Hyundai. De Kona N deelt zijn motor met de i30 N en daarbij gaat het om een 2.0 liter grote viercilinder T-GDi. Deze motor levert 280 pk en 392 Nm koppel. Daarmee sprint de Kona N van 0 naar 100 kilometer per uur in 5,5 seconden en haalt hij een topsnelheid van 240 kilometer per uur. De Kona N wordt enkel geleverd met een achttraps DCT-versnellingsbak. Hyundai Nederland heeft besloten de Kona N vooralsnog niet beschikbaar te stellen in Nederland, in België is de Kona N Performance wel beschikbaar.

## Tweede generatie (SX2)
Op 19 december 2022 onthulde Hyundai de tweede generatie van de Kona. De tweede generatie met code SX2 was halverwege 2023 te bestellen en vanaf het najaar van 2023 werd deze geleverd, zowel de Mild Hybrid, Hybrid en Electric. 

#### Design
De nieuwe Kona is een stuk groter dan zijn voorganger, maar wordt nog steeds in het B-segment geplaatst. In het B-segment zit ook nog de Hyundai Bayon, die een stuk kleiner is dan de nieuwe Kona. Boven de Kona in het C-segment zit de Hyundai Tucson. Het exterieur is ontworpen volgens de nieuwste designtaal van Hyundai, met een grote horizontale lichtbalk als signatuur voor de voorkant. Hyundai noemt deze lichtbalk 'Seamless Horizon'. Wanneer de dagrijverlichting brandt zijn het twee lichtstrips aan weerszijden, maar op de dimlichten is de lichtbalk één lange ononderbroken strip. De koplampen en richtingaanwijzers zitten verwerkt in de niet meegespoten plastic wielkastdelen. Aan de achterkant past Hyundai hetzelfde principe toe met een lichtbalk bovenaan, maar de remlichten en richtingaanwijzers onderaan.

### Motoren en varianten

#### Mild Hybrid
Het motorenaanbod van de Hyundai Kona werd afgeslankt naar drie varianten. De eerste is dezelfde 1.0 T-GDi Smartstream-motor die de Kona had, die net als bij de laatste facelift van de eerste generatie voorzien werd van een 48V Mild Hybrid-systeem. Deze versie heeft 120 pk en was enkel leverbaar met een handgeschakelde zesversnellingsbak. In september 2024 kondigde Hyundai aan dat het vermogen werd gereduceerd naar 100 pk om te voldoen aan de Euro 6e-norm.

#### Hybrid
De tweede variant is de 1.6 Hybrid met exact dezelfde specificaties als de eerste generatie. Het gaat om een 1.6 liter grote viercilinder zonder turbo met 105 pk, met een 43 pk sterke elektromotor om met de aandrijving te helpen. Het systeemvermogen is 141 pk. De transmissie is altijd een automaat met zes versnellingen. Ook voor deze versie kondigde Hyundai aan dat het vermogen verminderd wordt voor de Euro 6e-norm, tot 95 pk voor de brandstofmotor. Het nieuwe systeemvermogen is daarmee 129 pk.

#### Electric

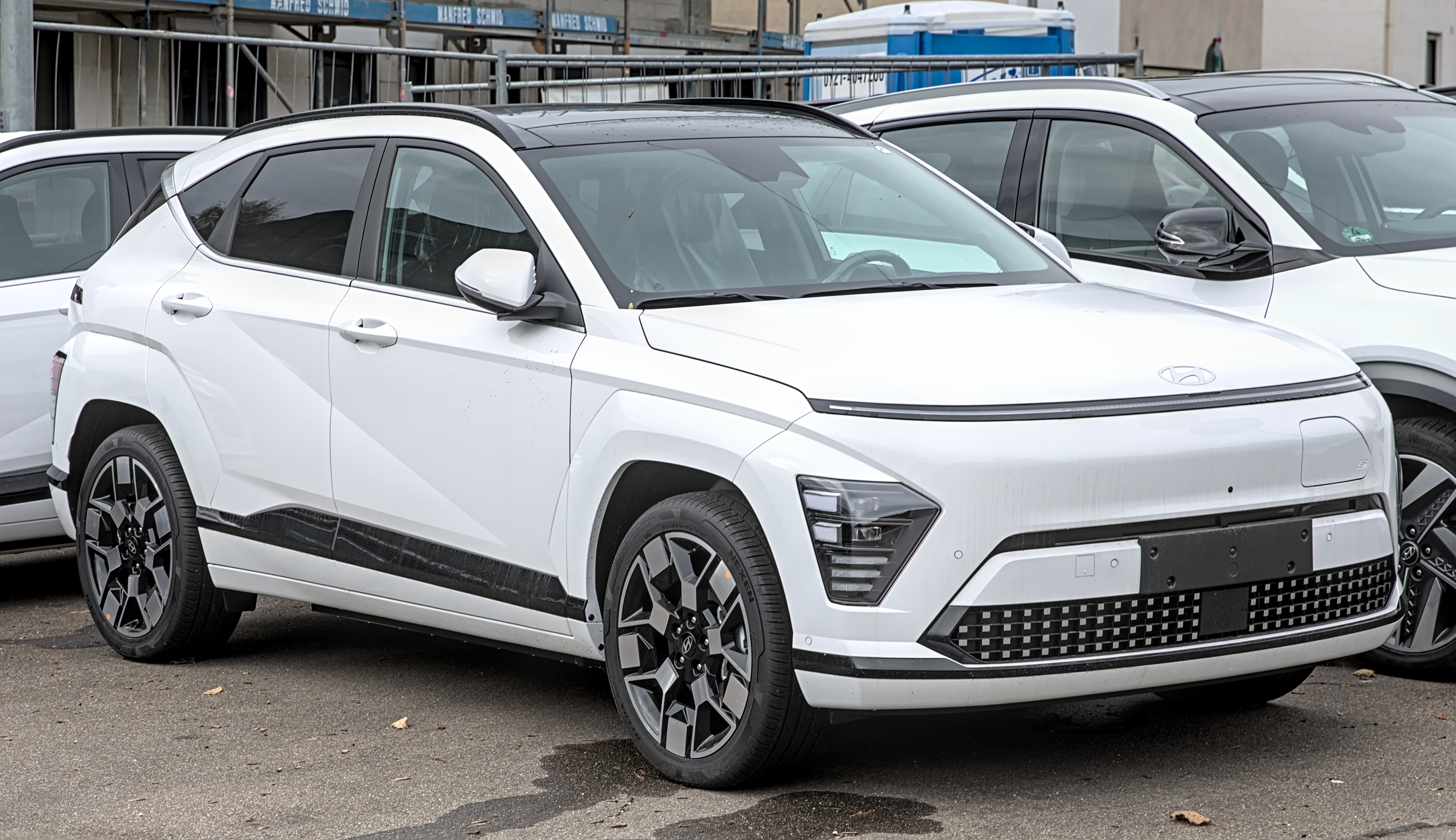
Hyundai Kona Electric (SX2)

De vernieuwde Hyundai Kona Electric was wederom de eerste versie die Hyundai in het achterhoofd had bij het ontwerpen van de auto. Optisch wijkt de Electric af van de reguliere Kona dankzij meegespoten wielkasten en bumpers en meer details met 'pixels', wat de auto gelijk trekt met de Ioniq-serie. 

De Electric is beschikbaar met een 48.4 kWh of een 65.4 kWh groot accupakket. Die eerste wordt gekoppeld aan een 115 kW (156 pk) sterke elektromotor, de versie met grote accu heeft 160 kW (217 pk). Met de kleine accu komt de Kona volgens de WLTP-methode 377 kilometer ver, de grote accu is goed voor 514 kilometer. Beide versies kunnen snelladen en zitten binnen 40 minuten op een accuniveau van 80 procent. Ook kan je de accu van de Kona gebruiken om andere apparaten van stroom te voorzien via Hyundai's systeem genaamd V2L (Vehicle to Load).  
Huidige modellen Nederland en België:
Bayon ·
i10 ·
i20 ·
i30 ·
Inster ·
Ioniq ·
Ioniq 5 ·
Ioniq 6 ·
Kona ·
Kona Electric ·
Nexo ·
Santa Fe ·
Tucson
Overige modellen internationaal:
Accent ·
Grandeur ·
Genesis ·
Eon ·
Equus ·
Porter ·
Sonata ·
Veloster
Uit productie:
Atos ·
Coupe ·
Dynasty ·
Elantra ·
Excel ·
Getz ·
Genesis Coupe ·
i40 ·
ix20 ·
ix55 ·
Lantra ·
Matrix ·
Pony ·
Santamo ·
Scoupe ·
Stellar ·
Terracan ·
Trajet ·
Tucson ·
XG